# Mirko Pfennig
Mirko Pfennig (* 2. November 1972 in Hannover) ist ein deutscher Jazzmusiker (Kontrabass).

## Leben und Wirken

### Ausbildung
Pfennig nahm ab 1993 Bassunterricht bei Detlev Beier in Hamburg. 1995 besuchte er den Kontaktstudiengang „Popularmusik“ der Hochschule für Musik und Theater Hamburg, heute Popkurs. Er studierte 1995 bis 1998 am Konservatorium von Hilversum in den Niederlanden und hatte dort Bassunterricht bei Arnold Dooyeweerd und Ernst Glerum. Pfennig spielte in der Charli Green Big Band und im Benny Bailey Ensemble. 1996 nahm er an dem Workshop Berkelee in Umbria, Italien teil. 1998 bis 1999 studierte Pfennig an der State University of New York at Purchase und hatte dort Bassunterricht von Todd Coolman, Scott Colley und Timothy Cobb. Pfennig spielte im Purchase Symphony Orchester unter der Leitung von Jesse Levine. 2000 beendete er sein Musikstudium am Konservatorium von Amsterdam und hatte zuletzt Unterricht bei Ruud Ouwehand.

### Formationen
Pfennig spielte im Trio mit Sebastian Weiss (Klavier) und Hanjo Polk (Schlagzeug). Er machte 1996 Aufnahmen mit dem Avalon Quartett mit Frank Lauber (Saxophon), Agnar Már Magnússon (Klavier) und Bernhard Weichinger (Schlagzeug).  In Nizza und Perugia spielte er im Quartett mit dem Saxophonisten Jens Kuhn, dem Gitarristen Hanno Busch und dem Schlagzeuger Jens Düppe. Pfennig ist auf Morten Klein’s Saxist Poem Cook the Cake zusammen mit Andreas Barkhoff, Matthias Meusel, Ritchie Staringer und Tokunbo Akinro zu hören. Das Mirko Pfennig Quartett mit Tilman Ehrhorn (Saxophon), Christoph Busse (Klavier) und Thomas Hempel (Schlagzeug) spielte 2000 auf der Jazzwoche Hannover. Nach 20 Jahren traf sich 2018 die Hilversum Reunion Band mit Matthias Bergmann (Flügelhorn, Trompete), Tim Rodig (Saxophon), David Golek (Gitarre), Agnar Már Magnússon (Klavier) und Bernhard Weichinger (Schlagzeug) zu einem Konzert in Hannover.

## Diskografie
- Various – Jazzwoche Hannover 2000, Mirko Pfennig Quartett, ABC Roxxon, 2001
- Morten Klein’s Saxist Poem - Cook The Cake, Einstein Music, 2000
- Mirko Pfennig Quartet - Resonance, 2000
- Studentproof BigBand[5] - Fresh Outa School, SUN2000, 1999
- Susanna Ferraro - The Moon After Pluto, 1999
- Jugendsinfonieorchester Hannover[6] - Hindemith, Strauss, Prokofjew
- Purchase Symphony Orchestra[7] - Ouverture Romeo and Juliet, 1999